# A Houseful of Girls
A Houseful of Girls est un roman de Mrs. George de Horne Vaizey, publié pour la première fois en 1905 par The Religious Tract Society, maison d'édition londonienne. L'édition originale possédait 251 pages.
L'histoire raconte la vie de cinq jeunes filles de la même famille, et de leurs amis, à l'époque du règne d'Édouard VII.